# Bud Tribble
Guy L. "Bud" Tribble é vice-presidente de tecnologia de software da Apple Inc.
Tribble foi gerente da equipe original de desenvolvimento do software do Macintosh e auxiliou no projeto do Mac OS e interface de usuário. Foi um dos fundadores da NeXT, Inc., sendo seu vice-presidente de desenvolvimento de software. Tribble é um dos industriais especialistas em projeto de software e programação orientada por objetos.